# 岳麟
岳麟（1983年—），中国大陆青年小提琴演奏家，中央音乐学院副教授、硕士研究生导师；中国音乐家协会弦乐学会理事、副秘书长；中央音乐学院BOB拔尖创新人才和亿阳拔尖人才优秀指导教师。他是中国第一位中国音乐金钟奖小提琴比赛金奖得主，也是迄今为止唯一在韩国尹伊桑国际小提琴比赛中获奖的中国人。

## 个人经历
岳麟先后师从王进军先生，中国小提琴演奏家、教育家童卫东教授及欧洲小提琴教育家多拉·施瓦茨贝尔格教授。2002年，他以专业第一名的成绩从中央音乐学院附中毕业，并以全额奖学金获得者的身份考入中央音乐学院。他在学习期间就已陆续获得“吴伯超奖学金”、“傅成贤奖学金”等多项中国国家级奖学金。2003年，年仅20岁的岳麟在中国音乐金钟奖小提琴比赛中荣获金奖。随后他又在韩国尹伊桑国际小提琴比赛中获得第五名，该奖项记录至今尚未被第二位中国籍选手打破。2006年，他被保送攻读中央音乐学院小提琴硕士研究生。2009年毕业并留校任教，作为小提琴专业教师受聘于中央音乐学院。与此同时，应邀成为中国音乐家协会小提琴学会理事。

## 社会活动
作为一位演奏家，岳麟在中外古典音乐舞台上保持着每年数十场独奏、室内乐及各种类型音乐会的演出频率。他的演奏涉猎了几乎所有音乐时期和风格的作品，他在中国首演了波兰作曲家潘德列斯基的第二小提琴奏鸣曲及一系列中国当代作品， 得到作曲家郭文景教授、叶小刚教授、张丽达女士等专家的一致赞誉。
岳麟与数位指挥家、钢琴家及多个交响乐团保持着密切合作，其中包括指挥家郑小瑛、李心草、吕嘉、谭盾、张国勇、胡咏言、范焘、夏小汤、黄屹等，英国钢琴家Michael Dussek、中国钢琴家黄萌萌教授，韩国Suwon Philharmonic交响乐团、韩国统营交响乐团、韩国首尔室内乐团、中国国家交响乐团、中国爱乐乐团、中国电影乐团、中央音乐学院少年交响乐团、中央音乐学院青年交响乐团、北京交响乐团、深圳交响乐团、杭州爱乐乐团、天津交响乐团、青岛交响乐团、宁波交响乐团、湖南交响乐团等等。
岳麟的公演足迹遍布世界各地：不仅是在美国，德国，挪威，加拿大，日本，韩国等国家的音乐厅演出，还连年应邀参加各音乐节以及音乐组织的演出及讲学活动，其中主要包括日本 “亚洲梦”音乐节、韩国统营国际音乐节、美国Bravo国际音乐节、北京现代音乐节，中央音乐学院国际小提琴音乐节，珠海国际弦乐大师班及青岛国际弦乐大师班等等，并于多个音乐节及比赛中担任评委。

## 主要成就
2016年，岳麟在北京发行了由人民音乐出版社出品的小提琴独奏专辑《妈妈教我的歌》，获得新华社，新浪网，音乐周报等多家中国大陆主流媒体的热烈报道。2020年，互联网音乐教育平台Hkivs·爱乐社出品了岳麟主讲的《完全克莱采尔——克莱采尔42首小提琴独奏练习曲》。2022年，岳麟与黄萌萌教授合作完成了由北京环球音像出品的钢琴小提琴奏鸣曲专辑《理性与浪漫的边界》，并陆续在腾讯音乐、Spotify等中外主流音乐平台登陆发行。
岳麟的多名学生在2014香港国际小提琴比赛、2016美国Bravo国际音乐节比赛、2019新加坡国际独奏比赛、2016及2019成都光亚国际邀请赛、2019韩国首尔SCC国际青少年小提琴比赛、2020韩•中国际音乐大赛、柴可夫斯基国际青少年音乐大赛中国预选赛、2020及2022青岛全国青少年小提琴协奏曲比赛中，均获得了所参加组别前三名。他指导的中央音乐学院本科学生连续两年全数保送入学本院研究生。与此同时，岳麟的学生还尽数囊括了包括中央音乐学院BOB（拔尖创新人才）以及亿阳拔尖人才等多项奖学金。

## 人物评价
“你的音乐来自血液，你的演奏正如我心中所想。”——Dora Schwarzberg
“你的音乐充满了想象力与创造性！”——Shlomo Mintz
“你是一位了不起的演奏家，你的音乐让我感动。” ——作曲家 郭文景
专家在评论岳麟时称他的演奏才华横溢、热情似火、颇具感染力。日本媒体称他是“在不久将会活跃于世界舞台的青年小提琴演奏家”。

## 乐器
岳麟目前使用的是一把由中国喻艺术基金会赞助的G.B.Rogeri.1697，和其私人珍藏的Giuseppe Fiorini.1912，以及中国大陆提琴制作家申飞先生制作的“泰山”。
2016年，岳麟使用了1767年的Joseph Gagliano录制了其小提琴独奏专辑《妈妈教我的歌》。在专辑的新闻发布会之后的岳麟师生音乐会上，他使用了1737的斯特拉迪瓦里小提琴“Lord Norton”，演奏了诸多颇具难度的小提琴作品。